# Бандуристи Кубані
Кобзарство Кубані розвивалось на основі кобзарської традиції, перенесеної на Кубань з України. За свідченням історика й архіваріуса Кубанського козацького війська осавула Івана Кияшка, козаки «грали на кобзах, скрипках, ваганах, лірах-релях, басах, цимбалах, свистіли на сопілках». З особливою повагою ставились вони до мандрівних співців.

## Історія
Першим кубанським кобзарем слід вважати суддю Чорноморського козацького війська Антона Головатого, виконавському мистецтву якого під час дипломатичних місій до царського двору кубанці якоюсь мірою зобов'язані своїми територіальними надбаннями. Складені ним пісні стали народними, а одна з них — «Ой, та годі нам журитися…» довго вважалася неофіційний гімном Кубані. Бандурою захоплювався кубанський просвітитель Кирило Росинський, часто лунала вона в домівці наказного отамана війська, письменника Якова Кухаренка.
Дослідники вказують на деякі відмінності між кобзарями українськими та кубанськими. На закріпаченій Україні кобзарству випала доля сліпих безпритульних бурлаків, яких супроводжували від села до села малолітні поводирі.

## Гастрольні кобзарі та бандуристи

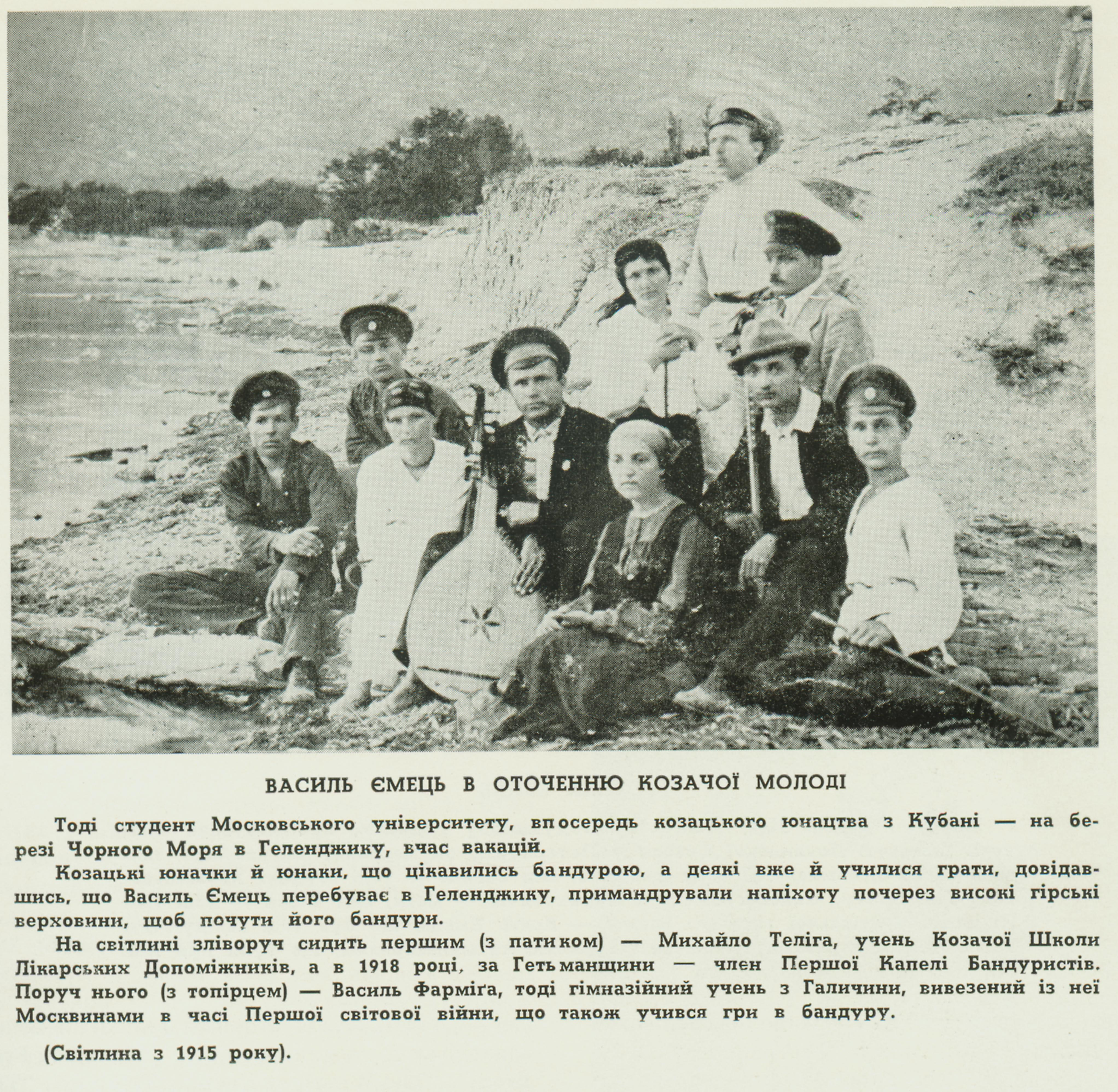
В. Ємець на Кубані в 1913 р.

На Кубані кобзарство було одним з елементів військового представництва, тому тут козак-бандурист — це людина, що вирізняється молодістю, статурою та вродою.
Навчалися кубанці майстерності у заїжджих кобзарів з України: М. Кравченка (1904 р.), Г. Кожушка, І. Запорожченка І. Кучугура-Кучеренко та інших. Гастролював також Г. Хоткевич у Катеринодарі на дні святкування роковини Т. Шевченка в березні 1913 р.
Його запросили заснувати кобзарську школу в Катеринодарі. Г. Хоткевич відмовився бо щойно повернувся з еміграції і постійно переслідувався. Він порекомендував студента Харківського університету Василя Ємця.

## Перша кобзарська школа

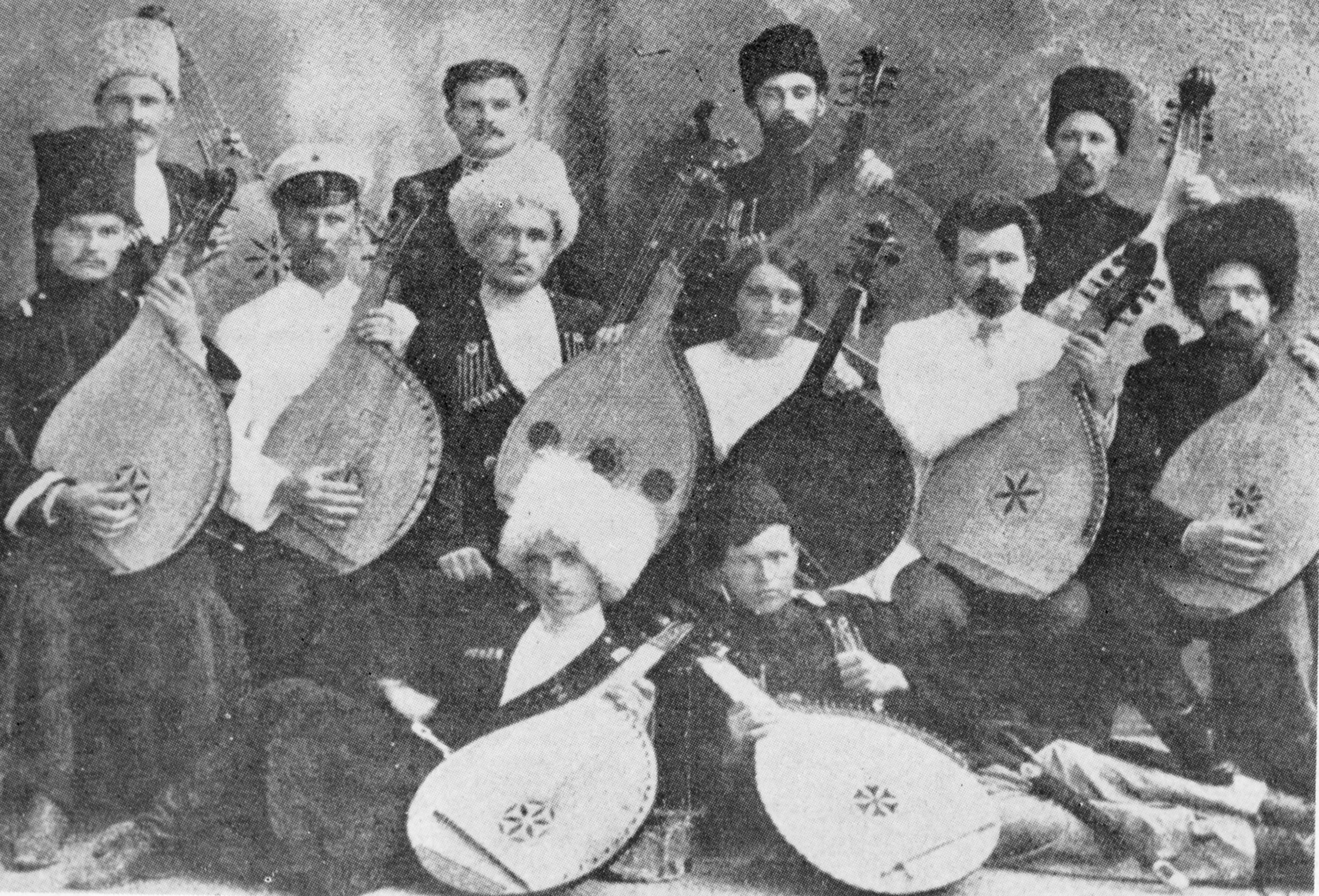
Школа гри на бандурі на Кубані в 1913 р. Керівник В. Ємець.

Перша кобзарська школа була заснована в Катеринодарі у літку 1913 р. з ініціативи М. Богуславського. На рекомендацію Г. Хоткевича він запросив викладачем літних курсів молодого харківського студента Василя Ємця, майбутнього автора книги «Кобза та кобзарі». Ємець поставився до роботи з серьозно і створилися перший випуск бандуристів. Серед його перших учнів були Антін Чорний, Адамович-Глібів та Олексій Обабко.

## Друга кобзарська школа

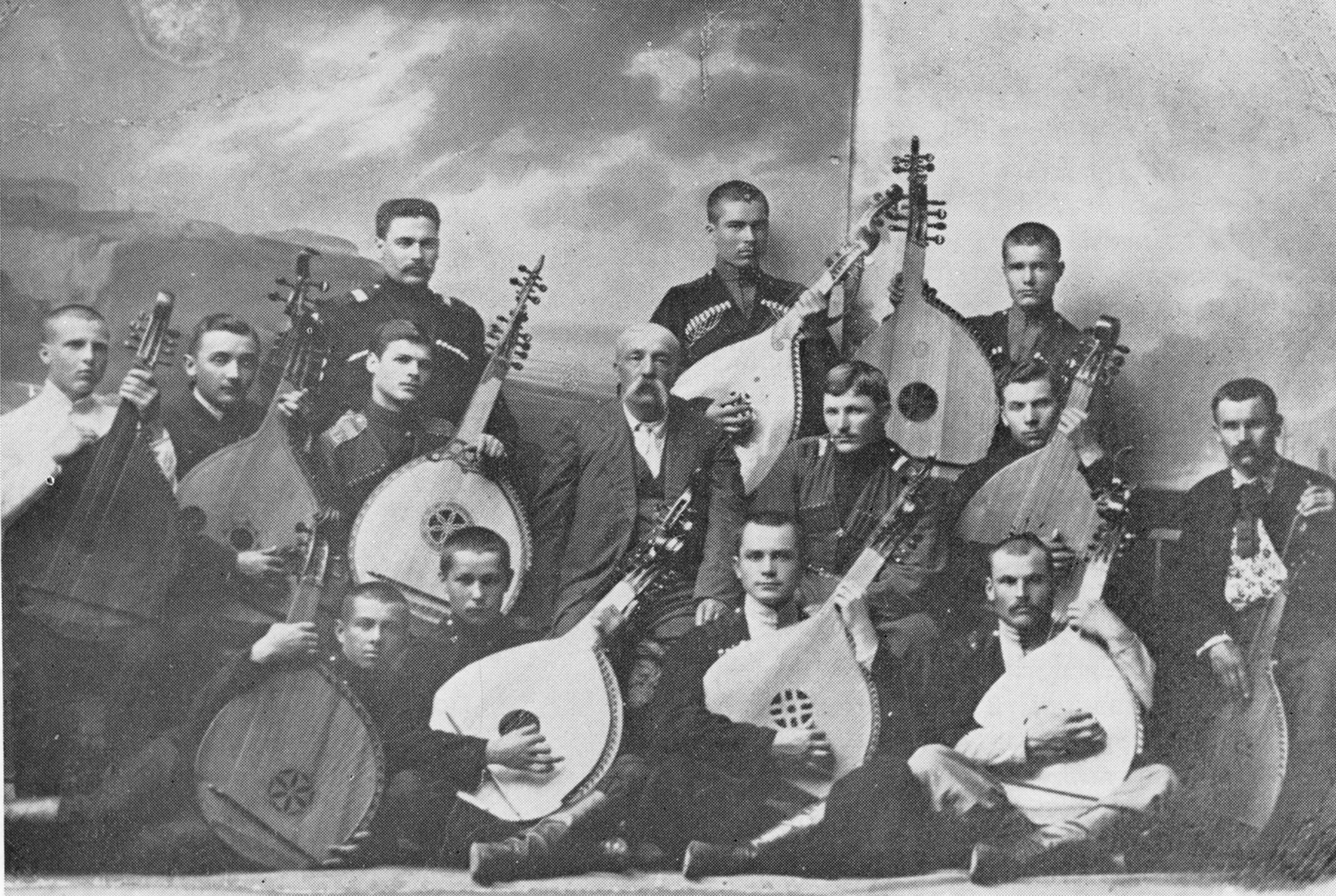
Друга кобзарська школа на Кубані в 1916 р. Посередині М. Богуславський

Другу кобзарську школу очолив Олексій Обабко у 1916 р. Її випускниками були Сава та Федір Діброви, Василь Ляшенко, Докія Дарнопих, Петро Бугай та син отамана станиці Охтирської Михайло Теліга (як член Організації українських націоналістів розстріляний гестапо в лютому 1942 р. у Бабиному Яру разом зі своєю дружиною — поетесою Оленою Телігою), якому деякі дослідники приписують авторство знаменитого «Запорозького маршу».
Бандури для обох шкіл виготовляв прославлений київський майстер А. Паплинський (бандуру цього майстра, виготовлену для Олексія Обабка, автор розшукав у 1983 р. в м. Судаку і подарував Київському музею театрального, музичного та кіномистецтва). З'являються на Кубані й свої талановиті творці бандур: М. Вереса (станиця Саратівська), Г. Гузар (станиця Канівська), П. Кикоть (Геленджик), К. Німченко (станиця Пашківська), Д. Дикун (Катеринодар), С. Турчинський (станиця Азовська). Три випуски «Школи гри на бандурі» видає в Москві кубанець Василь Шевченко.
Перша капела бандуристів була створена в Катеринодарі у 1917 р. з ініціативи К. Кравченка при місцевій «Просвіті».
В 1918 р. кілька кубанських бандуристів переїхали в Київ де брали участь у створення Кобзарського хору під керівництва В. Ємця.

## Репресії
Офіційна влада ставилася до відродження кобзарства вороже, однак перші репресії звалилися на кобзарство лише в роки так званої громадянської війни, як з боку білих, так і червоних. Окремий розділ історії кубанського кобзарства — відродження бандури в 1920-і — початок 1930-х років, що закінчилося тотальними репресіями супроти носіїв кобзарського мистецтва. В. Ємець, А. Чорний, Ф. Діброва, М. Теліга опинилися в еміграції. С. Сотниченко, С. Жарко, К. Безщасний і М. Богуславський стали жертвами російського терору, а С. Бриж вчинив самогубство.

## Бандура на Кубані сьогодні

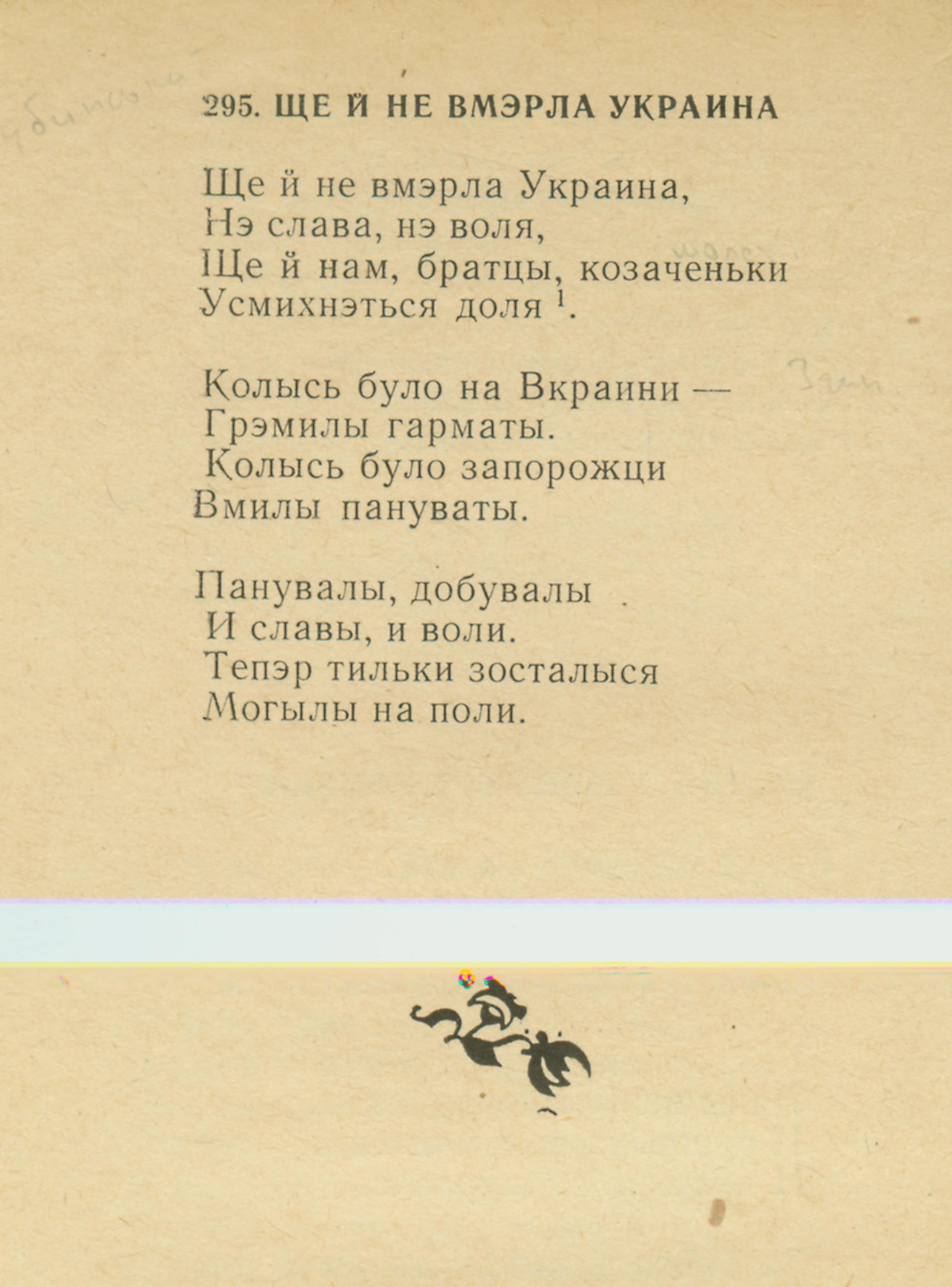
Текст Кубанської народної пісні надруковано в Радянському виданні «Песни кубанских казаков» 1969 р., редактор Іван Варавва

Сьогодні традиції гри на кобзі й лірі поступово відроджують артисти Кубанського козацького хору, ансамблю «Кубанці», а також кілька напівпрофесійних колективів. Два десятиріччя присвятив вивченню історії кобзарства на Кубані, збиранню та реставрації бандур ялтинський бандурист-педагог Олексій Нирко. На старосвітській бандурі грає та виступає концертмейстер Кубанського Козацького хору — Юрій Булавін.
Із 1993 р. при Краснодарській дитячій експериментальній школі народного мистецтва діє ансамбль бандуристок яку керує Лариса Цихоцька.